# Complejo de Órdenes
El complejo de Órdenes es una megaestructura alóctona, o klippe o isla tectónica, característica de Órdenes, en el noroeste del macizo ibérico y en el área geológica de Galicia y Trás-os-Montes. Tiene forma semielíptica, con unos 135 kilómetros de largo y 75 km de ancho, y sigue una dirección de norte a sur en el sector central gallego del macizo. Este complejo limita al este con el dominio del ojo del sapo. Otros conjuntos alóctonos como este son los de Cabo Ortegal, Braganza, Morais y la franja que recorre la costa desde Malpica hasta Tuy.
La característica del complejo de Órdenes es su conjunto de metasedimentos con origen en condiciones de presión intermedia, de carácter flyschoide y conocidos como serie de Órdenes. Esta serie es esencialmente detrítica, y fue resultado de la erosión y deposición en las proximidades de facies de flysch con una posterior intrusión granítica (gabros y granitoides).
Forma una sucesión monótona de esquistos verdes en su parte más alta y facies granulíticas en su parte basal. Sus cuarzos son angulosos y la plagioclasa no presenta alteración. Son el resultado de una metamorfosis de sedimentos de origen detrítico y arcilloso y que ocurrió en el Herciniano, aproximadamente desde el Precámbrico Superior o Silúrico hasta el Cámbrico Inferior.